# 플라스토퀴논
플라스토퀴논(영어: plastoquinone, PQ)은 광합성의 광의존적 반응에서 전자전달계에 관여하는 아이소프레노이드 퀴논 분자이다. PQ-A 또는 PQ-9로 알려진 가장 일반적인 형태의 플라스토퀴논은 9개의 아이소프레닐 단위의 곁사슬을 가지고 있는 2,3-다이메틸-1,4-벤조퀴논 분자이다. 다른 형태의 플라스토퀴논 예를 들어 PQ-3(9개가 아닌 3개의 아이소프레닐 단위의 곁사슬을 가짐)와 같은 더 짧은 곁사슬을 가지는 것처럼 다른 형태의 곁사슬을 가지는 PQ-B, PQ-C, PQ-D와 같은 유사체들이 있다. 벤조퀴논과 아이소프레닐 단위는 둘 다 비극성이며, 일반적으로 소수성 꼬리가 발견되는 지질 이중층의 내부에 분자가 위치한다.
플라스토퀴논은 아이소프레닐 곁사슬의 길이, 메톡시기의 메틸기로의 치환, 퀴논의 2번 위치에 있는 메틸기의 제거에서 차이가 날뿐 유비퀴논(조효소 Q10)과 구조적으로 매우 유사하다. 유비퀴논과 마찬가지로 플라스토퀴논은 플라스토세미퀴놀(불안정), 플라스토퀴놀과 같은 여러 가지 산화 상태로 존재할 수 있다.
환원형인 플라스토퀴놀은 또한 세포막을 손상시킬 수 있는 광합성 반응에서 생성되는 활성 산소를 감소시키는 항산화제 역할을 한다. 이에 대한 예는 플라스토퀴놀이 초과산화물과 반응하여 과산화 수소와 플라스토세미퀴논을 생성하는 것이다.
|  |

접두사인 "플라스토-(plasto-)"는 색소체 또는 엽록체를 의미하며, 세포 내에서의 위치를 나타낸다.

## 광합성에서의 역할
|  |

플라스토퀴논은 광합성의 광의존적 반응에서 틸라코이드 막의 전자 운반체로 역할을 한다.
플라스토퀴논은 광계 II로부터 2개의 전자를 받고 엽록체의 스트로마로부터 2개의 수소 이온(H+)을 받아 플라스토퀴놀(PQH2)로 환원된다. 전자전달계에서 플라스토퀴놀은 사이토크롬 b6f 복합체를 통해 수용성 전자 운반체인 플라스토사이아닌으로 전자를 전달한다. 사이토크롬 b6f 복합체는 플라스토퀴논과 플라스토사이아닌 사이의 전자전달을 촉매하며, 두 개의 수소 이온(H+)을 틸라코이드 내부로 운반한다. 이러한 양성자(H+) 운반은 수소 이온의 전기화학적 기울기를 형성한다. 형성된 전기화학적 기울기는 광의존적 반응에서 ATP 생성효소에 의해 ADP와 Pi로부터 ATP를 생성하는 데 사용된다.

### 광계 II 내에서
플라스토퀴논은 광계 II 내의 QA 및 QB로 알려진 두 개의 특정 결합 부위에서 발견된다. 1차 결합 부위인 QA의 플라스토퀴논은 보다 쉽게 제거되는 2차 결합 부위인 QB의 플라스토퀴논에 비해 매우 단단히 결합되어 있다. QA는 단일 전자만 전달하기 때문에 QB가 스트로마로부터 두 개의 수소 이온(H+)를 전달받고 다른 플라스토퀴논 분자로 대체되기 전에 전자를 QB로 두 번 전달해야 한다. 양성자화된 QB는 틸라코이드 막에 있는 유리 플라스토퀴논 분자 풀에 합류한다. 유리 플라스토퀴논 분자는 결국 전자를 수용성 플라스토사이아닌으로 전달하여 광의존적 반응을 지속시킨다. 광계 II (QC 및 가능하면 QD) 내에 추가적인 플라스토퀴논 결합 부위가 있지만, 그 기능 및 존재는 아직까지 완전히 밝혀지지 않았다.

## 생합성
p-하이드록시페닐피루브산은 티로신으로부터 합성되는 반면 솔라네실 이인산은 비메발론산 경로를 통해 합성된다. 호모젠티스산은 p-하이드록시페닐피루브산으로부터 생성되고 축합 반응을 통해 솔라네실 이인산과 결합한다. 생성된 대사 중간생성물인 2-메틸-6-솔라네실-1,4-벤조퀴놀은 메틸화되어 최종 생성물인 플라스토퀴놀-9를 생성한다. 이 경로는 조류 및 식물과 같은 대부분의 광합성 생물에서 사용된다. 그러나 남세균은 플라스토퀴놀 합성에 호모젠티스산을 사용하지 않는 것으로 보이며, 아마도 아래에 그림으로 나타낸 것과는 다른 대사 경로를 사용하는 것으로 보인다.
|  |

## 유도체
미토콘드리아 막(SkQ1 (플라스토퀴논일-데실-트라이페닐포스포늄), SkQR1 (SkQ1의 로다민 함유 유사체), SkQ3)을 투과하도록 설계된 일부 유도체는 항산화제 및 프로토노포어로 작용한다. SkQ1은 항산화 능력으로 인해 노화와 관련된 시력 문제를 줄일 수 있는 노화 방지 치료제로 제안되었다. 이러한 항산화 능력은 미토콘드리아 내에서 종종 생성되는 활성 산소를 감소시키는 항산화 능력(플라스토퀴놀을 포함하는 분자의 부분으로부터 유도됨)과 막을 통한 이온 교환을 증가시키는 능력(막 내에서 용해될 수 있는 양이온을 포함하는 분자의 부분으로부터 유도됨)에 기인한다. 특히 플라스토퀴놀과 마찬가지로 SkQ1은 세포 내(생체 내)와 세포 위부(생체 외) 모두에서 초과산화물을 제거하는 것으로 나타났다. SkQR1 및 SkQ1은 또한 아밀로이드 베타로 인한 손상을 잠재적으로 수정하는 능력으로 인해 알츠하이머병과 같은 뇌 문제를 치료할 수 있는 가능한 방법으로 제안되었다. 또한 SkQR1은 미토콘드리아로부터 나오는 활성 산소의 양을 감소시켜 세포사멸 신호를 예방하는 항산화 능력을 통해 뇌 외상으로 인한 문제를 줄이는 방법으로 밝혀졌다.

## 같이 보기
- 광합성
- 전자전달계
- 사이토크롬 b6f 복합체
- 플라스토사이아닌